# Cantonul Le Vigan
Cantonul Le Vigan este un canton din arondismentul Le Vigan, departamentul Gard, regiunea Languedoc-Roussillon, Franța.

## Comune
- Arphy
- Arre
- Aulas
- Avèze
- Bez-et-Esparon
- Bréau-et-Salagosse
- Le Vigan (reședință)
- Mandagout
- Mars
- Molières-Cavaillac
- Montdardier
- Pommiers
- Rogues